# داستين شنايدر
داستين شنايدر (27 فبراير 1985 في كندا - ) هو لاعب كرة طائرة كندي في مركز ممرر ‏.

## وصلات خارجية
- داستين شنايدر على موقع الاتحاد الأوروبي (الإنجليزية)
- داستين شنايدر على موقع عالم الكرة الطائرة (الإنجليزية)
- داستين شنايدر على موقع اللجنة الأولمبية الكندية (الإنجليزية)